# Boris Vian
Boris Vian (n. 10 martie 1920, Ville-d'Avray — d. 23 iunie 1959, Paris) a fost  scriitor francez, poet, dramaturg, romancier,  traducător, inginer, inventator,  trompetist și comentator muzical.
A publicat, de asemenea  și sub pseudonimul  Vernon Sullivan sau Bison Ravi, Baron Visi  sau Brisavion (anagramele numelui său).

## Biografia
Boris Vian s-a născut în 1920 la Ville d’Array,  lângă Paris, într-o familie burgheză, ca fiu al lui Paul Vian, beneficiarul unei rente care reușea să asigure cu ușurință nevoile financiare ale întregii familii și al Yvonne Ravenez 
, care provenea la rândul ei dintr-o familie înstărită.
La 5 ani, Boris știe să scrie și să citească, la 8 ani i-a citit deja pe Corneille, Racine și Molière. La vârsta de 12 ani a contactat o febră reumatică urmată de tifos, boli care-i vor marca sănătatea pentru întreaga viață. La vârsta de 17 ani a învățat să cânte la trompetă. A studiat la Liceul Versailles și și-a luat diploma în inginerie civilă în 1942.
A debutat în 1943 cu "Verocquin et le Plancton". În timpul războiului a scris cronici muzicale în ziarul "Le jazz hot" și a compus el însuși cântece. Între acestea, cel mai bine vândut a fost "Le Déserteur" (1955), un cântec despre războiul din Algeria, pe care autoritățile franceze l-au interzis. De asemenea, a scris scenarii și a fost actor de film. A tradus în franceză scriitori americani: Raymond Chandler, William Tenn, Henry Kuttner, Ray Bradbury. Deși nu a fost luat în serios ca scriitor în timpul vieții, s-a remarcat în cercurile existențialiste și postsuprarealiste. În 1952 a fost ales membru în Colegiul de Patafizică ( știința soluțiilor imaginare -unde îl are alături, între alții, pe Eugen Ionescu), inițiat de Alfred Jarry.
Literatura pe care o scrie nu-l prea ajută să-și câștige pâinea de zi cu zi și e silit să practice alte meserii. În 1956, "rezultat al unui surmenaj neîntrerupt, grefat pe o inimă destul de anemică", după cum marturisește chiar Vian, face un edem pulmonar. Boala de inimă i se agravează, pieptul îi vibrează vizibil. Pe 23 iunie 1959, cel ce spusese odată "voi muri înainte de 40 de ani", se duce să asiste la avanpremiera unui film făcut după "Voi scuipa pe mormintele voastre", cartea sa "scandaloasă". E împotriva acestei ecranizări și ar vrea ca numele să nu-i apară pe generic. Dimineața a uitat să-și ia medicamentele. La zece minute după începerea filmului, inima încetează să-i bată.

## Opera

### Romane
- Voi scuipa pe mormintele voastre (J'irai cracher sur vos tombes) (1946, sub pseudonimul Vernon Sullivan) [15]
- Spuma zilelor (L'Écume des jours, 1947)
- Toamna la Pekin (L'Automne à Pékin) (1947)
- Iarba roșie (L'Herbe rouge)  (1950)
- Smulgătorul de inimi (L'Arrache-cœur) (1953)
- Femeile nu-și dau seama
- Moarte pocitaniilor

### Nuvele
- Blues pentru o pisică neagră (Les Fourmis)  (1949)
- Poveste de adormit oamenii obișnuiți (Conte de fées à l’usage des moyennes personnes)
- Amintirea
- Licantropul
- Omul de zăpadă

### Poezie
- Je voudrais pas crever (1962) – N-aș prea vrea ca s-o mierlesc / Je voudrais pas crever, poeme, ediție bilingvă, traducere de Linda Maria Baros și Georgiana Banu, Editura Paralela 45, 2002, reeditare 2004, 2006

### Teatru
- L'Équarissage pour tous (1946) (piesă, jucată în 1950)
- Les Bâtisseurs d’empire (1959)

### Traduceri
- The Big Sleep de Raymond Chandler ca Le grand sommeil (1948)
- The Lady in the Lake de Raymond Chandler ca La dame du lac (1948)
- The World of Null-A de A. E. van Vogt, ca  Le Monde des Å (1958)

## Adaptări

### Cinema
- 1959 Voi scuipa pe mormintele voastre (J'irai cracher sur vos tombes), regia Michel Gast
- 1968 Spuma zilelor (L'Écume des jours), regia Charles Belmont, cu Jacques Perrin și Marie-France Pisier
- 2001 Chloé, regia Gō Rijū
- 2013 Spuma zilelor (L'Écume des jours), regia Michel Gondry, cu Romain Duris și Audrey Tautou